# BR 53
BR 53 var ett ånglok konstruerat av Borsig under andra världskriget som aldrig sattes i produktion. Den 13 oktober 1943 gick en förfråga ut efter ett tyngre krigslokomotiv än BR 42 som skulle kunna dra tunga godståg över de stora avstånden i ockuperade delar av Sovjetunionen. Borsigs förslag som vann var ett Mallet-lokomotiv med totalt sju drivande axlar, vilken var en ovanlig konfiguration i Tyskland men som fabriken med framgång hade använt i flera lok för exportmarknaden.